# 8125 Tyndareus
A 8125 Tyndareus (ideiglenes jelöléssel 5493 T-2) egy kisbolygó a Naprendszerben. Cornelis Johannes van Houten, Ingrid van Houten-Groeneveld és Tom Gehrels fedezte fel 1973. szeptember 30-án.